# Old Weston
Old Weston – wieś w Anglii, w hrabstwie Cambridgeshire, w dystrykcie Huntingdonshire. Leży 39 km na północny zachód od miasta Cambridge i 97 km na północ od Londynu.